# Брачна путовања
„Брачна путовања“ је југословенски филм снимљен 1991. године. Режирао га је Ратко Орозовић, који је учествовао и у писању сценарија са Јованом Марковићем.

## Радња
Ово је трагикомични филм о два професора универзитета: Тугомиру Принципу, вечитом младожењи и Герасиму Милетићу, шефу катедре филозофије, кога је жена оставила.
Након неуспешног венчања Тугомира Принципа Анабелом, Тугомир и Герасим, његов несуђени кум западају у велики дуг и приморани су да раде физичке послове у хотелу, шетају кучиће странцима и да раде у кухињи.
Кад успеју да зараде износ који дугују, управник хотела им саопштава да је дуг измирила Анабела, Тугомирова прва љубав којом је намеравао да се ожени.
Филм је пун трагикомичних заплета, међу којима је прича о немачком грофу који долази у Босну да убије медведа кога није убио у Другом светском рату.
Филм је прича о губљењу достојанства интелектуалаца.

## Улоге
| Глумац                   | Улога                          |
| ------------------------ | ------------------------------ |
| Вицко Руић               | Тугомир Принцип                |
| Велимир Бата Живојиновић | Герасим Милетић                |
| Шпела Розин              | Меланија                       |
| Боро Стјепановић         | Управник хотела                |
| Јасна Бери               | Млада                          |
| Стево Жигон              | Гроф Јохан фон Финсенберг      |
| Ружица Сокић             | Рената фон Финсенберг          |
| Бранко Личен             | Капетан Хаџихафизбеговић       |
| Татјана Жерајић          | Светлана                       |
| Љиљана Ђурић             | Куварица                       |
| Бранка Пујић             | Анабела                        |
| Миленко Ђедовић          | шеф катедре                    |
| Заим Музаферија          | Шкот                           |
| Сања Вејновић            | Свјетлана                      |
| Небојша Вељовић          | Брко, Тугомиров друг из војске |
| Жељко Стјепановић        | Пијани младожења               |
| Зумрета Ибрахимовић      | студенткиња                    |
| Инес Фанчовић            | Дама у месари                  |
| Влајко Шпаравало         | сват с радио апаратом          |
| Јасенко Музаферија       | сват на свадби                 |
| Миодраг Брезо            | Кум на свадби                  |
| Суада Топаловић          | женска пратња у хотелу         |
| Амина Беговић            |                                |
| Изет Џафић               |                                |
| Миро Рајић               | куварицин брат                 |
| Никола Перишић           |                                |
| Вејсил Пећанин           |                                |

## Занимљивости
- Музику за филм урадио је Дино Мерлин.[2]
- Снимање је рађено у Сарајеву и на планини Игман.[2]
- Наставак је филма Ванбрачна путовања из 1988. године.[2]

## Каскадери
- Миомир Радевић Пиги
- Драгомир Станојевић Бата Камени